# NGC 4551
NGC 4551 је елиптична галаксија у сазвежђу Девица која се налази на NGC листи објеката дубоког неба.
Деклинација објекта је + 12° 15' 50" а ректасцензија 12h 35m 38,0s. Привидна величина (магнитуда) објекта NGC 4551 износи 12,0 а фотографска магнитуда 13,0. Налази се на удаљености од 17,367 милиона парсека од Сунца. NGC 4551 је још познат и под ознакама UGC 7759, MCG 2-32-148, CGCG 70-183, VCC 1630, PGC 41963.